# BergamoScienza
BergamoScienza è un festival a carattere scientifico che, dal 2003, si svolge annualmente a Bergamo nel mese di ottobre.
L'iniziativa propone una serie di incontri, conferenze, mostre e laboratori che, disseminati nella provincia di Bergamo, hanno come scopo quello di divulgare la scienza al grande pubblico. Il fine dell'iniziativa è «rendere la scienza accessibile a tutti, soprattutto giovani e scuole, così che possano migliorare e perfezionare la propria formazione tecnico-scientifica e accrescere i propri interessi.». Il festival prevede la partecipazione diretta di scuole primarie e secondarie, che ogni anno organizzano laboratori a tema tecnologico, scientifico e naturalistico. La rassegna nel 2017 ha superato le 150.000 presenze su 200 eventi, con quasi un milione e mezzo di visitatori totali su 17 edizioni (2003-2019). Alle varie edizioni del festival hanno partecipato vari ospiti internazionali tra cui 26 premi Nobel (2019).
La realizzazione del festival è curata dall'omonima associazione no-profit Associazione BergamoScienza, nata nel 2005. L'Associazione BergamoScienza raggruppa varie organizzazioni pubbliche e private locali, fra cui Confindustria Bergamo - Unione Industriali della Provincia, la Camera di Commercio di Bergamo, UBI Banca, l'Università degli Studi di Bergamo e l'Università Vita-Salute San Raffaele di Milano.

## Storia
Il Festival di divulgazione scientifica Bergamoscienza nasce nel 2003 dall'idea di Raffaella Ravasio e Umberto Corrado che convincono Alessandro Bettonagli, Gianvito Martino e Mario Salvi, soci di SINAPSI Associazione per la Cultura, a dare un seguito ai buoni risultati ottenuti da vari incontri culturali su temi scientifici organizzati da SINAPSI nei quattro anni precedenti. La prima edizione di Bergamoscienza del 2003 viene quindi organizzata da SINAPSI con il sostegno dell’Unione degli Industriali della Provincia di Bergamo, ottenendo un buon risultato che convince gli organizzatori a continuare l'iniziativa. La successiva edizione del 2004 vede l'ingresso di nuovi partner nella promozione e nell'organizzazione, come la Fondazione Bergamo nella Storia, l’Università Vita-Salute San Raffaele di Milano, l’Università degli Studi di Bergamo, la Camera di Commercio di Bergamo e Banca Popolare di Bergamo.
Dall'anno 2015 BergamoScienza affianca all'appuntamento annuale del festival un'attività di divulgazione continuativa durante l'anno presso il BergamoScienceCenter situato in Piazzale Alpini a Bergamo.

## Edizioni

### I edizione – 2003
(A. Einstein, Motto delle prime tre edizioni)
La prima edizione del Festival BergamoScienza si è svolta nelle giornate 12 aprile, 14 giugno e 20 giugno 2003, ed è consistita in una premiazione, due conferenze e una mostra. Alla manifestazione hanno preso parte: il professor Robert Gallo, scopritore nel 1983, assieme a Luc Montagnier, del virus HIV di tipo 1, e Luigi Cavalli-Sforza, genetista ed accademico dei Lincei.

### II edizione – 2004
(A. Einstein, Motto delle prime tre edizioni)
La seconda edizione del Festival BergamoScienza si è aperta l'8 ottobre 2004 con la partecipazione di Rita Levi-Montalcini, che viene nominata Presidente Onorario del Comitato Scientifico BergamoScienza, di cui il genetista Edoardo Boncinelli è presidente operativo. In questa edizione, il festival si svolge a ottobre, e conta 21 eventi. La manifestazione comprende anche un open day della sede di Ranica dell'Istituto Mario Negri, primo evento facente parte del Festival organizzato in provincia. Le manifestazioni si sono concentrate in un fine settimana e hanno previsto la conferenza di Kary Mullis, Premio Nobel per la Chimica 1993 per lo sviluppo della tecnica della reazione a catena della polimerasi (Polymerase Chain Reaction o PCR) e la tavola rotonda conclusiva dal titolo "Etica, scienza, fede e diritti dell'uomo" con Massimo Cacciari, il cardinal Renato Martino e Mauro Ceruti. La manifestazione registra circa 10.000 partecipanti - secondo gli organizzatori - nella sola giornata di sabato 9 Ottobre, giornata principale del festival.

### III edizione – 2005
(A. Einstein, Motto delle prime tre edizioni)
Nella sua terza edizione, la durata del festival aumenta a due settimane, dal 23 Settembre al 16 Ottobre 2005, affrontando diverse tematiche d'impatto quali: OGM, cellule staminali e bioterrorismo. Alla manifestazione partecipano alcune personalità del mondo scientifico, quali Margherita Hack, astrofisica, Oliver Sacks, scrittore e professore di neurologia presso Albert Einstein College of Medicine di New York, Burt Rutan, ingegnere aerospaziale e progettista del primo spazioplano privato (lo SpaceShip 1) e di nuovo Rita Levi-Montalcini. Nel corso della giornata conclusiva del festival si è tenuta una conferenza sul tema "Il Vento della Scienza. Scienza, tecnologia e occupazione", con la partecipazione di Luca Cordero di Montezemolo, all'epoca presidente di Confindustria. Le presenze, secondo gli organizzatori, sono state 61 000 e vi è stata la collaborazione di circa 110 istituti scolastici.

### IV edizione – 2006
(A. Einstein, Motto della quarta edizione)
Anche nel 2006 il Festival Bergamoscienza si sviluppa su due settimane, dal 28 Settembre al 15 Ottobre 2006, con 50 eventi. Ad aprire e chiudere la manifestazione ci sono stati: Marvin Minsky, fondatore del MediaLab del M.I.T. di Boston ed esperto di intelligenza artificiale, e Paul Crutzen, Premio Nobel per la Chimica 1995 per la scoperta del metodo di formazione del buco dell’ozono. Tra gli altri ospiti della quarta edizione del Festival troviamo Giacomo Rizzolati, professore di Fisiologia umana all’Università di Parma, che ha tenuto una conferenza sui neuroni a specchio, Daniel Lloyd, professore di filosofia al Trinity College del Connecticut e scrittore, Jerome P. Kassirer, direttore del New England Journal of Medicine e Garret A. FitzGerald, professore di Medicina presso l'Università della Pennsylvania. La quarta edizione del Festival ha raggiunto 65.000 partecipanti, secondo gli organizzatori.

### V edizione – 2007
(K. Popper, Motto della quinta edizione)
La quinta edizione del Festival Bergamoscienza si è tenuta dall’1 al 21 Ottobre 2007 e ha registrato, secondo gli organizzatori, 75.000 visitatori. 408 istituti scolastici hanno partecipato al Festival, che ha visto coinvolte 30 location. La cerimonia di apertura del 3 Ottobre, svolta presso il Palazzo dei Contratti e delle Manifestazioni di Bergamo, è stata seguita dal concerto “Le variazioni Goldberg” di J.S. Bach presso il Teatro Donizetti, tenuto da Ramin Bahrami. Con 80 appuntamenti, il Festival va a toccare diverse tematiche tra grandi emergenze planetarie come tubercolosi, uragani, doping e specie in via di estinzione, e grandi scoperte scientifiche, come teleclonazione quantistica e protesi neurali.
Alle conferenze sono intervenuti, tra gli altri, Roald Hoffmann, Premio Nobel per la Chimica 1981 per i suoi studi di chimica teorica sui meccanismi delle reazioni, Mario Raviglione, Direttore del Global Tuberculosis Programme al World Health Organization (WHO), Samuel Braunstein, professore dell'Università di York (UK), che ha presentato il teletrasporto quantistico e Bruno Coppi, professore del Massachusetts Institute of Technology (MIT) di Boston ed esperto di fusione nucleare.

### VI edizione – 2008
(Aristotele, (Metafisica) Motto della sesta edizione)
La sesta edizione del Festival Bergamoscienza si è svolta dal 3 al 19 Ottobre 2008, con 100 appuntamenti, 60 relatori e 1000 volontari. Hanno partecipato all’organizzazione del Festival 7 istituti superiori della provincia di Bergamo e 19 associazioni e fondazioni, con un totale, secondo gli organizzatori, di 72.000 visitatori. Di interesse la serata che ha aperto la rassegna, ossia La Notte della scienza, una serata d’intrattenimento con coppie d’eccezione formate da scienziati e inviati di Striscia la Notizia che ha portato in piazza migliaia di persone. Tra i ricercatori che hanno tenuto conferenze, spiccano Cesare Marchetti, dell’International Institute for Applied Systems Analysis, Laxemburg (Austria), che ha discusso delle implicazioni sociali della scienza e Peter Agre, Premio Nobel per la Chimica 2003 per la scoperta del canale dell'acqua nelle membrane cellulari. Il 18 Ottobre 2008 si è tenuto l'Open Day to Neuroscience, organizzato dall’Università San Raffaele di Milano.

### VII edizione – 2009
(Virgilio, (Georgiche) Motto della settima edizione)
La settima edizione del Festival Bergamoscienza, tenutasi dal 3 al 18 ottobre 2009, ha visto 87.000 presenze, secondo gli organizzatori, divisi tra 124 conferenze, mostre, laboratori e concerti, con 60 luoghi coinvolti. Tra i relatori, da segnalare i premi Nobel John F. Nash, vincitore del Premio Nobel per l'economia 1994 per i suoi studi sulla teoria dei giochi, e Aaron Ciechanover, premio Nobel per la chimica 2004 per la scoperta della degradazione delle proteine ubiquitina-dipendente. Dopo il successo della precedente edizione, si è riproposta La Notte della scienza, una serata d’intrattenimento con scienziati e inviati della trasmissione Le Iene. Inoltre, per celebrare il quarantennale dallo sbarco sulla Luna, è stata allestita la mostra Dalla Luna alla Terra presso il Museo di Scienze Naturali di Bergamo, realizzata in collaborazione con l'Agenzia Spaziale Italiana. Sono inoltre intervenuto in conferenza Jimmy Wales, fondatore di Wikipedia, e il pilota Alex Zanardi.

### VIII edizione – 2010
(Claude Lévi-Strauss, Motto dell'ottava edizione)
L'ottava edizione del Festival Bergamoscienza si è tenuta dall'1 al 17 ottobre 2010, con 200 eventi e 70 luoghi coinvolti. I partecipanti sono stati, secondo gli organizzatori, 99.465. Nel week-end di apertura, la terza Notte della Scienza propone una riflessione sulla presenza delle donne nel mondo scientifico. Tra gli ospiti i premi Nobel Martin Chalfie, biologo della Columbia University, Premio Nobel per la chimica 2008 per la scoperta della Green Fluorescent Protein (GFP) usata come marcatore in medicina, ed Eric Kandel, psichiatra e neuroscienziato della Columbia University, Premio Nobel per la Medicina 2000 per gli studi effettuati sulle basi fisiologiche della conservazione della memoria nei neuroni. Altri relatori di primo piano, tra gli altri, sono Craig Venter, che ha decodificato il genoma umano e creato la prima "cellula artificiale", e il matematico Thomas Banchoff, che ha trattato le teorie della quarta dimensione e l'ipercubo. La chiusura del Festival è stato lo spettacolo Le Parole di Rita, con Anna Bonaiuto, dedicato a Rita Levi Montalcini, presso il Teatro Sociale di Bergamo.
Nel 2010 vengono riproposte iniziative tra cui il concorso fotografico Fotografa BergamoScienza, il laboratorio itinerante per le scuole L'Autobus della Scienza, Le Vetrine della Scienza e il punto d'incontro e di ristoro BergamoScienza Café. Novità dell'ottava edizione è invece il Temporary Lab, un luogo della città allestito per ospitare alcuni eventi già dal mese di settembre, per anticipare e lanciare il Festival vero e proprio.

### IX edizione – 2011
(W. Goethe, Motto della nona edizione)
La nona edizione del Festival Bergamoscienza si è tenuta dal 1 al 16 ottobre 2011 e ha registrato, secondo gli organizzatori, 112 500 presenze. In occasione dell'Anno internazionale della chimica, il Festival ha presentato un programma con tema principale la chimica. Si annoverano tra gli eventi la conferenza-spettacolo Cervello e Musica, tenutasi il 30 settembre 2011 con la neuropsicologa Isabelle Peretz, per scoprire le relazioni tra suoni e cervello, sulle note del quartetto The Italian Saxophon Quartet, e la Giornata Molecolare, organizzata il 15 Ottobre 2011 per celebrare l’Anno Internazionale della Chimica. I premi Nobel che hanno partecipato alla manifestazione sono Barry J. Marshall (Premio Nobel per la Medicina 2005), che ha scoperto che l’ulcera gastrica è causata dal batterio Helicobacter pylori, e il biochimico inglese R.Timothy Hunt, Premio Nobel per la Medicina 2001 Nobel per i suoi studi riguardo al ciclo cellulare e all'attività delle cicline.
Eventi collegati al festival sono la mostra Elements: the beauty of chemistry, coprodotta dall’Associazione BergamoScienza e dalla Science Gallery del Trinity College di Dublino, e la celebrazione dei Premi Nobel Italiani per la Chimica, la Fisica e la Medicina, in occasione del 150º Anniversario dell’Unità d’Italia. Una novità rispetto alle iniziative delle edizioni passate è il Bookshop della Scienza, a cura dell’Associazione Librai di Bergamo.

### X edizione – 2012
(Louis Pasteur, Motto della decima edizione)
La decima edizione del Festival Bergamoscienza si è tenuta dal 5 al 21 ottobre 2012, dando risalto al tema dello spazio, e ha registrato, secondo gli organizzatori, 123.900 visitatori. Per la prima volta nella sua storia il festival ha commissionato al compositore israeliano Yuval Avital la creazione di due opere inedite che rappresentassero un punto d'incontro tra lo spazio e la musica. Avital, collaborando con il planetologo e coordinatore delle agenzie NASA ed ESA Marcello Coradini, gli astrofisici Philippe Zarka (Observatoire de Paris) e Alexander G. Kosovichev (Stanford University), ha realizzato l'installazione concertistica Spaces Unfolded e il concerto multimediale Unfolding Space.
Tra gli eventi della decima edizione ci sono la conferenza-spettacolo tenutasi nella serata di apertura del Festival a cui ha partecipato anche lo scrittore Fabio Volo e lo Space Day, una giornata dedicata al tema dello spazio realizzata in collaborazione con INAF (Istituto Nazionale Astrofisica), ASI (Agenzia Spaziale Italiana), ESA (European Space Agency) e NASA (National Aeronautics and Space Administration). All'interno di tale cornice, l'astronauta Paolo Nespoli, veterano della missione MagISStra su ISS (International Space Station), ha tenuto una conferenza.
I vincitori di Premi Nobel presenti sono tre: Linda Buck (Premio Nobel per la Medicina 2004,  per le sue ricerche sui recettori olfattivi e sul funzionamento del sistema olfattivo), Bruce Beutler (Premio Nobel per la Medicina 2011, per le scoperte riguardo l'immunità innata) e James Dewey Watson (Premio Nobel per la Medicina 1962, per gli sulla struttura molecolare degli acidi nucleici e il suo significato nel meccanismo di trasferimento dell'informazione negli organismi viventi). Altri ospiti di primo piano sono la giornalista Deborah Blum, vincitrice del premio Pulitzer 1992, che ha parlato di tossicologia forense, Federico Faggin, inventore del primo microprocessore (Intel 4004), e il gruppo d'archi Kronos Quartet. Interessante l’approfondimento di tematiche attuali, quali il bosone di Higgs, ad opera del fisico del CERN Guido Tonelli e la clonazione, con Ian Wilmut, embriologo e leader del gruppo di ricerca che ha clonato la pecora Dolly, il primo mammifero ad essere stato clonato con successo da una cellula somatica.

### XI edizione – 2013
(Rita Levi Montalcini, Motto dell'undicesima edizione)
L'undicesima edizione del Festival BergamoScienza si è tenuta dal 4 al 20 ottobre 2013, con un bacino di 147.000 partecipanti, secondo gli organizzatori. Tema dell'anno è il cibo, in anticipazione di EXPO Milano 2015. Il Festival si apre con Planetario, uno spettacolo astronomico-musicale a cura di Deproducers. Anche nel 2013 Bergamoscienza ospita tre premi Nobel: il premio Nobel per la Medicina 2009, Jack W. Szostak, con una conferenza sull’invecchiamento cellulare, il premio Nobel per la Fisica 1997, Claude Cohen-Tannoudji, che ha parlato della sua scoperta sulle tecniche per raffreddare e intrappolare atomi con luce laser e il premio Nobel per la Fisica 2004 Frank Wilczek, per i suoi studi sulla cromodinamica quantistica. Da segnalare la presenza della fisica Fabiola Gianotti, all'epoca coordinatrice dell'esperimento ATLAS presso il CERN, che nel 2012 ha osservato per la prima volta il Bosone di Higgs. Eventi non strettamente scientifici vengono racchiusi nella sezione Contaminazioni Contemporanee che propone concerti con artisti: il pianista Michael Nyman, la compositrice Meredith Monk e la voce di Elina Duni. L'edizione termina domenica 20 ottobre 2013 con Nutriamoci di Scienza, giornata dedicata al cibo e all’alimentazione. A seguito dell'edizione 2013 viene creato il Comitato Giovani BergamoScienza, gruppo di ragazzi under-30 che si prefigge l'obiettivo di proporre attività durante il Festival su tematiche di maggior interesse per un pubblico scolare e universitario.

### XII edizione – 2014
(Galileo Galilei, Motto della dodicesima edizione)

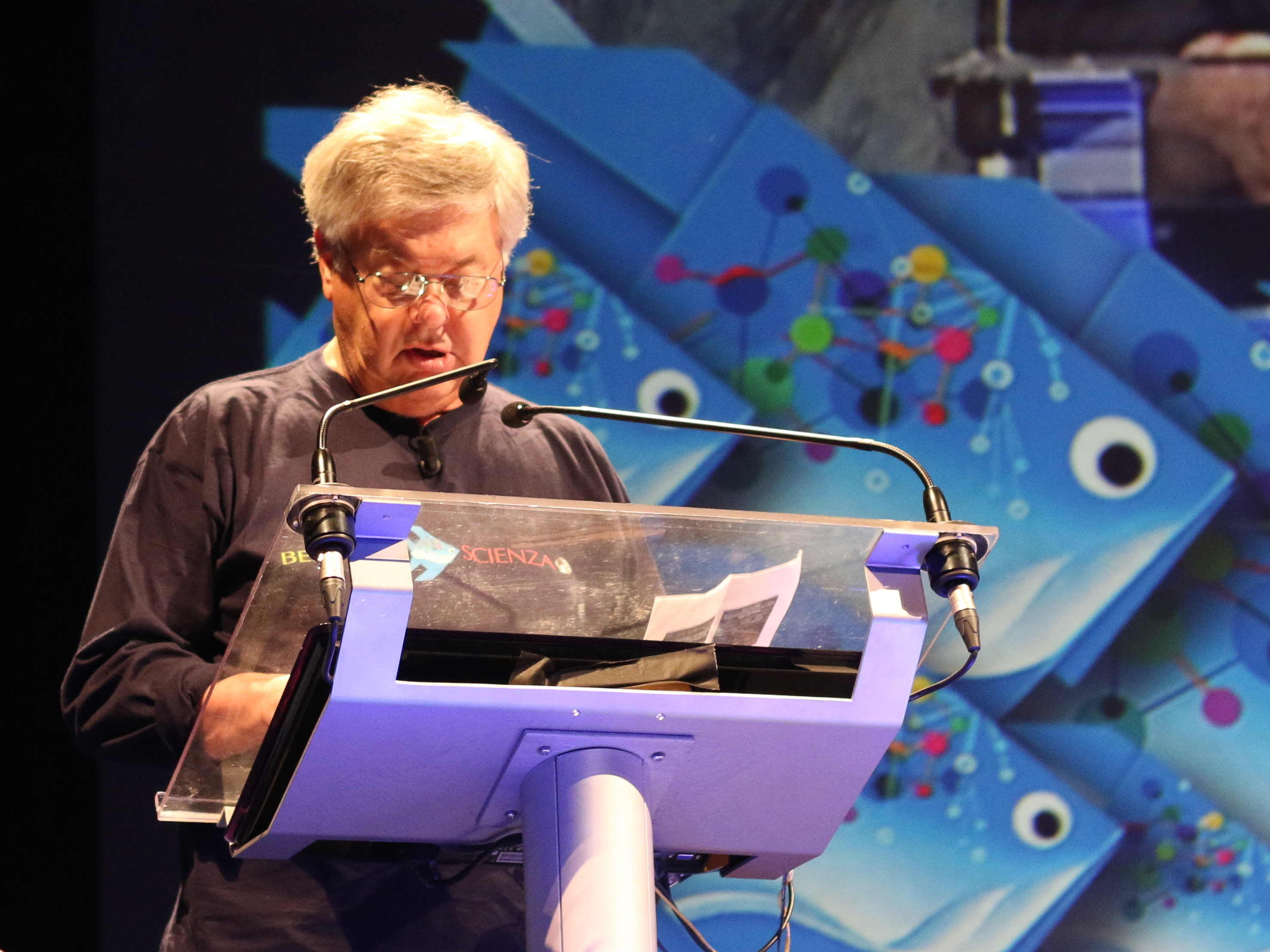
Il premio Nobel Michael Stuart Brown a BergamoScienza nel 2014.

La dodicesima edizione del Festival BergamoScienza è tenuta dal 3 al 19 ottobre 2014 e ha raggiunto, secondo gli organizzatori, 152.069 visitatori. Il tema prevalente della manifestazione è il mare. Tra i relatori spiccano Michael Stuart Brown, premio Nobel per la Medicina 1985, che ha presentato le sue scoperte sul metabolismo del colesterolo e Sydney Brenner, premio Nobel per la Medicina 2002, che ha partecipato alla presentazione del Festival con la conferenza Le forme della vita: Scienza e bellezza nelle lezioni dei Nobel. Diversi sono stati anche gli interventi sulle tematiche di salute e medicina, come Pier Paolo Di Fiore, dell'Istituto FIRC di Oncologia Molecolare, a proposito delle cellule staminali dei tumori, e Ian Wilson, dello Scripps Research Institute di La Jolla, California, che ha trattato della progettazione dei vaccini per i virus di influenza, HIV e epatite C. Il tema delle ricerche spaziali è stato affrontato da ospiti quali l'astronauta Luca Parmitano e Amalia Ercoli Finzi, responsabile della strumentazione scientifica della missione Rosetta, la prima sonda scientifica ad atterrare su una cometa. Su invito del Comitato Giovani, hanno partecipato Federico Augugliaro, PhD student di ETH - Zurigo, che ha parlato di robotica e programmazione di droni, e il giornalista e debunker Paolo Attivissimo. Il festival si chiude con una conferenza dal titolo Che cos'è la vita, con l'intervento del genetista Edoardo Boncinelli, Presidente del Comitato Scientifico Associazione BergamoScienza.

### XIII edizione – 2015
(Socrate, Motto della tredicesima edizione)
La tredicesima edizione del Festival BergamoScienza si è tenuta dal 2 al 18 ottobre 2015 e, per il terzo anno consecutivo, ha registrato 145.000 visitatori, secondo gli organizzatori. Tra i 90 relatori ci sono tre premi Nobel: Peter Charles Doherty, premio Nobel per la Medicina 1996 per le scoperte sulla specificità dell'immunità cellulo-mediata, Richard R. Ernst, premio Nobel per la chimica 1991, per i suoi contributi allo sviluppo del metodo spettroscopico ad alta risoluzione della risonanza magnetica nucleare e Konstantin Novosëlov, premio Nobel per la Fisica 2010 per i pionieristici esperimenti riguardanti il grafene. Il Festival ha inizio Venerdì 2 Ottobre nell’ex chiesa di Sant’Agostino, Aula Magna dell’Università degli Studi di Bergamo, con l’intervista al premio Nobel Peter Doherty da parte dei membri del Comitato Giovani, cui è seguito I magnifici 7 + 1, un dialogo tra Edoardo Boncinelli e Piergiorgio Odifreddi riguardo ai sette scienziati considerati più influenti dal Comitato Scientifico di Bergamoscienza. La serata inaugurale si è conclusa con un concerto di Verdena presso Teatro Sociale di Bergamo.
Gli oltre 190 eventi tra conferenze, mostre, laboratori e spettacoli hanno animato per 17 giorni 99 location, 57 a Bergamo, 42 in comuni limitrofi e a Mantova. La seconda edizione di La Scuola in Piazza! ha ospitato sul Sentierone di Bergamo gli stand di 28 Istituti scolastici di Bergamo e Provincia.
Dall'anno 2015 BergamoScienza affianca all’appuntamento annuale del festival una nuova attività di divulgazione continuativa, che ruoterà attorno al BergamoScience Center situato in Piazzale Alpini a Bergamo, sede di mostre e laboratori temporanei gestiti dalle scuole e associazioni. Presso la nuova sede si tengono anche incontri e cineforum, sempre a tema scientifico, organizzati dal Comitato Giovani.

### XIV edizione – 2016
(Thomas Nystrom, Motto della quattordicesima edizione)
La quattordicesima edizione del Festival BergamoScienza si è tenuta dall'1 al 16 ottobre 2016 ed ha registrato, secondo gli organizzatori, 152.600 presenze. Tra i relatori hanno presenziato Dan Shechtman, fisico israeliano premio nobel per la Chimica 2011; il chirurgo belga Benoît Lengelé; il fisico americano Carl Haber; la scienziata svizzero-canadese Nadia Magnenat Thalmann; il sociologo francese Gerald Bronner.

### XV edizione – 2017
(Motto della quindicesima edizione)
La quindicesima edizione del Festival BergamoScienza si è tenuta da sabato 30 settembre a domenica 15 ottobre. Al Festival ha partecipato il Premio Nobel per la Medicina 2007, Mario Renato Capecchi, genetista italiano naturalizzato statunitense, ideatore della tecnica del gene targeting,che consente di ottenere specifiche mutazioni genetiche nei topi per lo studio di malattie umane come il cancro e il diabete. Sono intervenuti anche il filosofo Luciano Floridi, esperto di Big Data all'Oxford Internet Institute, con un intervento riguardante la privacy in internet e Roberto Battiston, Presidente ASI, con una conferenza sulle nuove frontiere dello spazio. La manifestazione ha registrato, secondo gli organizzatori, 153.141 presenze, con la partecipazione di 58 istituti scolastici distribuiti su più di 200 eventi.

### XVI edizione - 2018
(Motto della sedicesima edizione)
La sedicesima edizione del Festival BergamoScienza è stata dal 6 al 21 ottobre. Ha partecipato il Premio Nobel per la Medicina 2006 Craig Mello. Il festival si è chiuso con 133.689 presenze. Marco Cangelli, BergamoScienza: l’edizione 2018 si chiude con più di 130mila presenze, su bergamonews.it. URL consultato il 5 febbraio 2020.

### XVII edizione - 2019
(Motto della diciassettesima edizione)
La diciassettesima edizione del Festival BergamoScienza è stata dal 5 al 20 ottobre. Ha partecipato il Premio Nobel per la Chimica 2001 Barry Sharpless. La tematica principale che univa gli eventi era la sostenibilità della vita sul pianeta. Il festival si è chiuso con 137.300 presenze.

### XVIII edizione - 2020
(Motto della diciottesima edizione)
La diciottesima edizione del festival si è svolta da sabato 3 a domenica 18 ottobre, a causa della pandemia di Covid-19, l'edizione è stata completamente digitale. Hanno partecipato la biologa australiana Elizabeth Blackburn e il biologo canadese Jack Szostak, vincitori del Premio Nobel per la Medicina nel 2009; il medico australiano Barry Marshall, Premio Nobel per la medicina nel 2005; il biologo statunitense Martin Chalfie, Premio Nobel per la Chimica nel 2008; e il biochimico statunitense Craig Mello, Premio Nobel per la Medicina nel 2006. Hanno partecipato anche il regista e animatore statunitense Ralph Eggleston, Premio Oscar al miglior cortometraggio d'animazione 2002 e il divulgatore David Quammen, autore del libro "Spillover. L'evoluzione delle pandemie", e l'astronauta Luca Parmitano.